# Luc Sevenhans
Luc Sevenhans (Brasschaat, 6 september 1954) is een Belgisch politicus voor Vlaams Belang. Daarvoor was hij achtereenvolgens actief binnen Vlaams Blok, Vlaams Belang en de N-VA.

## Levensloop
Voorafgaand aan zijn politieke carrière was Sevenhans markeerder in de haven van Antwerpen.
In 1988 was Sevenhans een van de mede-oprichters van de plaatselijke Vlaams Blok-afdeling van Brasschaat. In oktober van dat jaar werd hij voor het eerst verkozen in de gemeenteraad van Brasschaat, waar hij uiteindelijk tot eind 2018 bleef zetelen.
Hij zetelde van november 1997 tot mei 2010 voor de kieskring Antwerpen in de Kamer van volksvertegenwoordigers, waar hij zich toelegde op defensie. Tot in maart 2009 behoorde hij er tot de Vlaams Blok- en daarna de Vlaams Belang-fractie, tot hij uit de partij stapte na een conflict met de partijtop van Vlaams Belang over het sturen van para's naar Congo, waar Sevenhans in tegenstelling tot zijn partij voorstander van was. Na negen maanden als onafhankelijke te hebben gezeteld, sloot hij zich op 11 december 2009 aan bij de N-VA tot het einde van de legislatuur in mei 2010. Van 13 juli 2010 verving hij voor N-VA Philippe Muyters in de Senaat, waar hij als vierde opvolger opkwam. Na een afspraak binnen de partij nam Sevenhans in oktober 2012 ontslag uit de Senaat. Sabine Vermeulen volgde hem op. Hij was ook van 2003 tot 2010 lid van de Raadgevende Interparlementaire Beneluxraad en van 2010 tot 2012 plaatsvervangend lid van de Parlementaire Vergadering van de Raad van Europa en de Assemblee van de West-Europese Unie. Hij was ook de ondervoorzitter van de Belgische delegatie van de Parlementaire Vergadering van de Raad van Europa.
Voor de N-VA was hij van 2013 tot 2018 schepen van Communicatie, Militaire Aangelegenheden, Mobiliteit en Verkeer in Brasschaat. Even zag het ernaar uit dat hij in oktober 2014 Jan Jambon, die minister van Binnenlandse Zaken werd, zou opvolgen als burgemeester, tot uiteindelijk Koen Verberck voor deze functie werd gekozen. Sevenhans was daarin ontgoocheld. Uit teleurstelling over het lokale beleid in Brasschaat, waarop hij naar eigen zeggen onvoldoende kon wegen, besloot Sevenhans niet meer op te komen bij de gemeenteraadsverkiezingen van oktober 2018.
In 2024 sloot Sevenhans zich opnieuw aan bij het Vlaams Belang. Hij kwam als medelijstduwer op bij de lokale verkiezingen van oktober dat jaar, maar raakte niet verkozen.